# Laelia esalqueana
Laelia esalqueana é uma espécie rupícola mineira que vegeta em local de muita luminosidade e altitude de 900 metros. Planta com pseudobulbos roliços e curtos de 8 centímetros de altura, com folha claviculada, estreita e coriácea de 10 centímetros de comprimento e de cor verde claro. Inflorescências de 20 centímetros de altura, que variam de 4 a 6 flores. Flor de 3 centímentros de diâmetro e totalmente amarela.
Floresce na primavera.